# Augochloropsis mesomelas
Augochloropsis mesomelas är en biart som först beskrevs av Joseph Vachal 1904.  Augochloropsis mesomelas ingår i släktet Augochloropsis och familjen vägbin. Inga underarter finns listade.